# منشأة أبو حنا
قرية منشأة أبو حنا هي إحدى القرى التابعة لمركز شبراخيت في محافظة البحيرة في جمهورية مصر العربية. حسب إحصاءات سنة 2006، بلغ إجمالي السكان في منشأة أبو حنا 2315 نسمة، منهم 1247 رجل و1068 امرأة.